# Damon Allen
(en) Statistiques sur statscrew
Damon Allen, né le 29 juillet 1963, est un joueur américain de football canadien qui évolue à la position de quart-arrière (quarterback en Europe). Avec un total de 23 saisons et 370 matchs joués en saison régulière, il est un des joueurs ayant eu la plus longue carrière dans la Ligue canadienne de football. Il en est également un des joueurs les plus titrés, ayant remporté la coupe Grey à quatre reprises, été choisi joueur par excellence de la ligue une fois et meilleur joueur du match de la coupe Grey trois fois. Il détient le record en carrière du plus grand nombre de verges gagnées par la course pour un quart-arrière, et est second derrière Anthony Calvillo pour le nombre de verges gagnées par la passe. Il a également excellé au baseball.
Il est membre du Temple de la renommée du football canadien et du Panthéon des sports canadiens.

## Biographie

### Carrière scolaire et universitaire
Damon Allen nait à San Diego en Californie. Il fréquente la Lincoln High School (en) de San Diego, où il fait partie des équipes de football américain et de baseball, en tant que lanceur dans ce dernier sport. Il poursuit ses études à l'Université d'État de Californie à Fullerton où il fait également partie des équipes de baseball et de football. Au baseball, il remporte avec son club la College World Series de 1984, alors qu'au football il mène les Titans à deux championnats de la Big West Conference en 1983 et 1984. À sa dernière année, il est choisi pour jouer au Senior Bowl de janvier 1985 où il lance deux passes de touché pour donner la victoire aux représentants du Sud,. Au baseball, il est sélectionné en septième ronde par les Tigers de Detroit lors du repêchage de 1984. Il ne signe cependant pas de contrat avec les Tigers, préférant poursuivre sa carrière au football. 
Le gabarit d'Allen (1,83 m, 73 kg) lui donne peu d'espoir de briller dans la NFL, mais dès le début de 1985 il attire l'intérêt des Eskimos d'Edmonton de la Ligue canadienne de football et de l'Express de Los Angeles de la United States Football League.

### Carrière dans la Ligue canadienne de football

#### Eskimos d'Edmonton
Damon Allen signe un contrat avec les Eskimos d'Edmonton de la Ligue canadienne de football en mai 1985. Durant ses deux premières saisons il est le second quart-arrière derrière le vétéran Matt Dunigan, mais il voit plus d'action en 1987 quand Dunigan est blessé. Les Eskimos se rendent au match de la coupe Grey cette année-là, et Allen, entré en relève vers la fin de la première demie, réussit deux passes de touché et en marque un lui-même pour se mériter le titre de joueur offensif du match. Il est ennuyé par des blessures en 1988 et partage la saison avec le jeune Tracy Ham (en).

#### Rough Riders d'Ottawa
Devenu agent libre, Allen signe avec les Rough Riders d'Ottawa en mars 1989. Il passe trois saisons à Ottawa, mais le club obtient peu de succès. Allen réussit tout de même l'exploit de devenir le deuxième quart-arrière de l'histoire de la LCF à gagner plus de 1 000 verges par la course en 1991.

#### Tiger-Cats de Hamilton
N'ayant pas réussi à s'entendre avec les Rough Riders sur son salaire en vue de la saison 1992, Allen s'entend avec les Tiger-Cats de Hamilton pour trois ans. Il ne joue cependant qu'une saison à Hamilton.

#### Eskimos d'Edmonton (2efois)
En mars 1993, Les Tiger-Cats échangent Damon Allen aux Eskimos, le club avec lequel celui-ci avait fait ses débuts professionnels. Dès sa première saison, il mène les Eskimos au match de la coupe Grey, que ceux-ci remportent 33-23 contre Winnipeg ; Allen est choisi meilleur joueur du match, son deuxième honneur lors d'une finale. 

#### Mad Dogs de Memphis
Au début de 1995, Allen, devenu agent libre, s'entend avec les Mad Dogs de Memphis, un nouveau club créé dans le cadre de l'expansion de la LCF aux États-Unis. 

#### Lions de la Colombie-Britannique
À la suite de la disparition des Mad Dogs et des autres équipes américaines de la LCF, Allen est un des meilleurs joueurs disponibles pour les équipes restantes. Les négociations traînent cependant en longueur, et ce n'est que le 22 juillet, alors que la saison 1996 est déjà bien entamée, que les Lions de la Colombie-Britannique s'entendent avec Allen pour deux ans. Allen passe les sept saisons suivantes avec les Lions, la plus longue période qu'il passe avec la même équipe. Cette période est marquée par la conquête de la coupe Grey en 2000. Durant cette même saison 2000, Allen établit un record en carrière pour la LCF pour le nombre de verges gagnées par la passe, lorsqu'il dépasse les 50 535 verges. En date de 2024, Allen est deuxième à ce chapitre, devancé seulement par Anthony Calvillo.

#### Argonauts de Toronto
En 2003, avec l'arrivée chez les Lions du quart-arrière Dave Dickenson, Allen est échangé aux Argonauts de Toronto contre deux choix de repêchage. Même s'il a alors 40 ans, Allen reste un joueur de premier plan. En 2004, il mène les Argos à la finale de la coupe Grey et, grâce à ses 23 passes réussies sur 34 tentatives et à ses deux touchés à la course, est nommé joueur par excellence du match pour la troisième fois de sa carrière. Les Argos l'emportent 27 à 19. En 2005 il reçoit le titre de joueur par excellence de la ligue pour la première et unique fois. En septembre 2006, il devient le meneur en carrière au football nord-américain professionnel, avec 70 596 verges de gains à la passe, battant le précédent record de Warren Moon. 
Lors de la saison 2007, Allen perd son statut de titulaire chez les Argonauts, ce poste étant dévolu à  Michael Bishop (en). 
Le 28 mai 2008, Damon Allen annonce sa retraite à l'âge 44 ans.

### Carrière subséquente
Damon Allen fonde la D9 Quarterback Academy, une centre de formation pour les quarts-arrières. En juillet 2021, Damon Allen intègre le personnel d’entraîneurs des Raiders de Las Vegas dans le cadre du programme de bourses Bill Walsh pour favoriser la diversité chez les entraîneurs. 

### Liens familiaux
Damon Allen est le frère cadet de Marcus Allen, joueur de football américain et membre du College Football Hall of Fame ainsi que du  Pro Football Hall of Fame.

## Trophées et honneurs
- Joueur par excellence de la Ligue canadienne de football : 2005[27]
- Équipe d'étoiles de la Ligue canadienne de football : 2005[27]
- Équipe d'étoiles de la division Est de la LCF : 1991, 2005[27]
- Équipe d'étoiles de la division Ouest de la LCF : 1999[27]
- Meilleur joueur du match de la coupe Grey : 1987 (joueur offensif), 1993, 2004[27]
- Intronisé au BC Lions Wall of Fame : 2013[28]
- Intronisé au BC Football Hall of Fame : 2016[29]
- Intronisé au Temple de la renommée du football canadien en 2012 à titre de joueur[8].
- Intronisé au Panthéon des sports canadiens en 2018[30].